# Saint-Exupéry-les-Roches
Saint-Exupéry-les-Roches é uma comuna francesa na região administrativa da Nova Aquitânia, no departamento de Corrèze. Estende-se por uma área de 37,00 km². Em 2010 a comuna tinha 608 habitantes (densidade: 16,4 hab./km²).